# 보이지니어스
보이지니어스(Boygenius)는 미국의 인디 슈퍼그룹으로, 2018년 결성되었다. 구성원은 줄리앤 베이커, 피비 브리저스, 루시 데이커스이다.

## 음반 목록

### 정규 음반
- The Record (2023)

### EP
- Boygenius (2018)
- Boygenius (Demos) (2020)